# Pseudotaeniotes mimus
Pseudotaeniotes mimus là một loài bọ cánh cứng trong họ Cerambycidae.